# Srbinovo

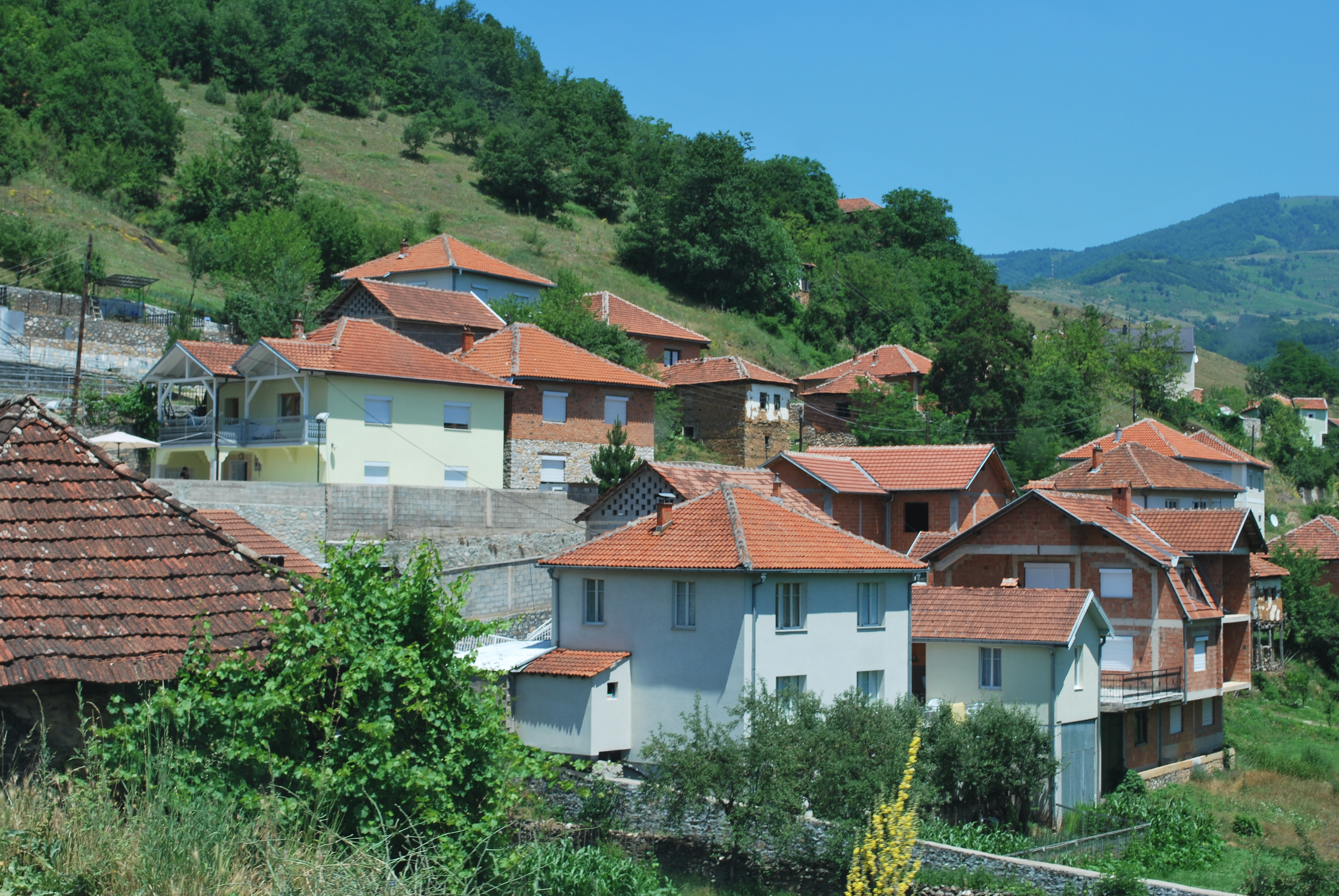
Pohled na vesnici Srbinovo

Srbinovo (makedonsky: Србиново; albánsky: Sërmnovë) je vesnice v Severní Makedonii. Nachází se v opštině Gostivar v Položském regionu. 
V letech 1996-2004 byla vesnice centrem stejnojmenné opštiny Srbinovo. Po přerozdělování území v roce 2004 opština zanikla a její území bylo připojeno k opštině Gostivar.  

## Demografie
Podle sčítání lidu z roku 2021 žije ve vesnici 317 obyvatel, z toho 270 se hlásí k albánské národnosti.  